# Pfalz Flugzeugwerke
Pfalz Flugzeugwerke fue un fabricante de aviones alemán ubicado en la ciudad de Speyer en el Palatinado (en alemán: Pfalz). Mayormente es conocido por su serie de cazas utilizados durante la I Guerra Mundial, en particular los modelos Pfalz D.III y Pfalz D.XII. Tras el armisticio y el desmantelamiento de las instalaciones de producción durante la ocupación francesa, la firma tuvo que declararse en quiebra; sin embargo, con cambios en la razón social, nombre y actividad, la fábrica fue reutilizada desde la década de los años 20 hasta mediados de los 60, y hasta su reforma y restructuración en 1997. Hoy en día es un fabricante de componentes aeronáuticos conocido, de nuevo como  PFW Aerospace GmbH integrada en el Hutchinson Group.

## Inicios
La compañía fue una creación de Alfred Eversbusch, hijo del propietario de una fundición en Neustadt an der Weinstraße. Al parecer, construyó su propio avión entre 1912 y 1913, aunque el origen exacto del diseño no está claro. El 3 de junio de 1913 se registró la empresa como Pfalz Flugzeugwerke, formada por Alfred, su hermano Ernst y su cuñado Willy Sabersky-Müssigbrodt, así como por varios inversores, Richard y Eugen Kahn, y August Kahn (no relacionado) Esta empresa contó con el apoyo directo del gobierno bávaro.
Inicialmente propusieron construir bajo licencia diseños de la firma Albatros Flugzeugwerke , pero sus intentos de llegar a un acuerdo fracasaron. Su siguiente acuerdo fue con Gustav Otto Flugmaschinenfabrik, construyendo algunos ejemplares de su diseño de biplano de configuración propulsora.
La empresa siempre había planeado instalarse en el nuevo aeródromo de Speyer, aunque al principio tuvieron problemas para conseguir un terreno para una fábrica. En realidad, los diseños de Otto se construyeron en el Festspielhaus Speyer, que entonces no se utilizaba. No fue hasta el 6 de febrero de 1914 que la ciudad acordó vender a la empresa 7000 m² para construir su fábrica. La construcción se completó en julio, sólo un mes antes del inicio de la I Guerra Mundial.

## Primera Guerra Mundial
La empresa había obtenido antes de iniciarse el conflicto una licencia para producir los monoplanos de la compañía francesa Morane-Saulnier , concretamente los modelos Morane-Saulnier H y Morane-Saulnier L, siendo este último puesto rápidamente en servicio en Alemania como Pfalz A.II y Pfalz A.III Cuando estos dejaron de ser competitivos en el Frente Occidental, Pfalz trasladó la producción a los LFG Roland D.I y LFG Roland D.II. El D.II se produjo hasta finales de 1916, momento en el que ya no era competitivo.
En lugar de licenciar otro diseño, Pfalz Flugzeugwerke obtuvo la licencia del diseño de fuselaje semimonocasco cubierto de tiras de madera contrachapada Wickelrumpf (fuselaje envuelto) previamente patentado por la firma Luft-Fahrzeug-Gesellschaft (LFG) y que básicamente consistía en envolver en espiral dos capas de tiras de madera contrachapada en direcciones opuestas sobre un molde para formar la mitad del casco del fuselaje; a continuación se pegaron las mitades del fuselaje y se cubrieron con una capa de tela, lo que permitió crear una estructura lisa, fuerte y ligera. Lo combinó con el nuevo motor de seis cilindros en línea, refrigerado por líquido y con un sistema de válvulas SOHC. Mercedes D.III de 150/160 hp para crear el Pfalz D.III .

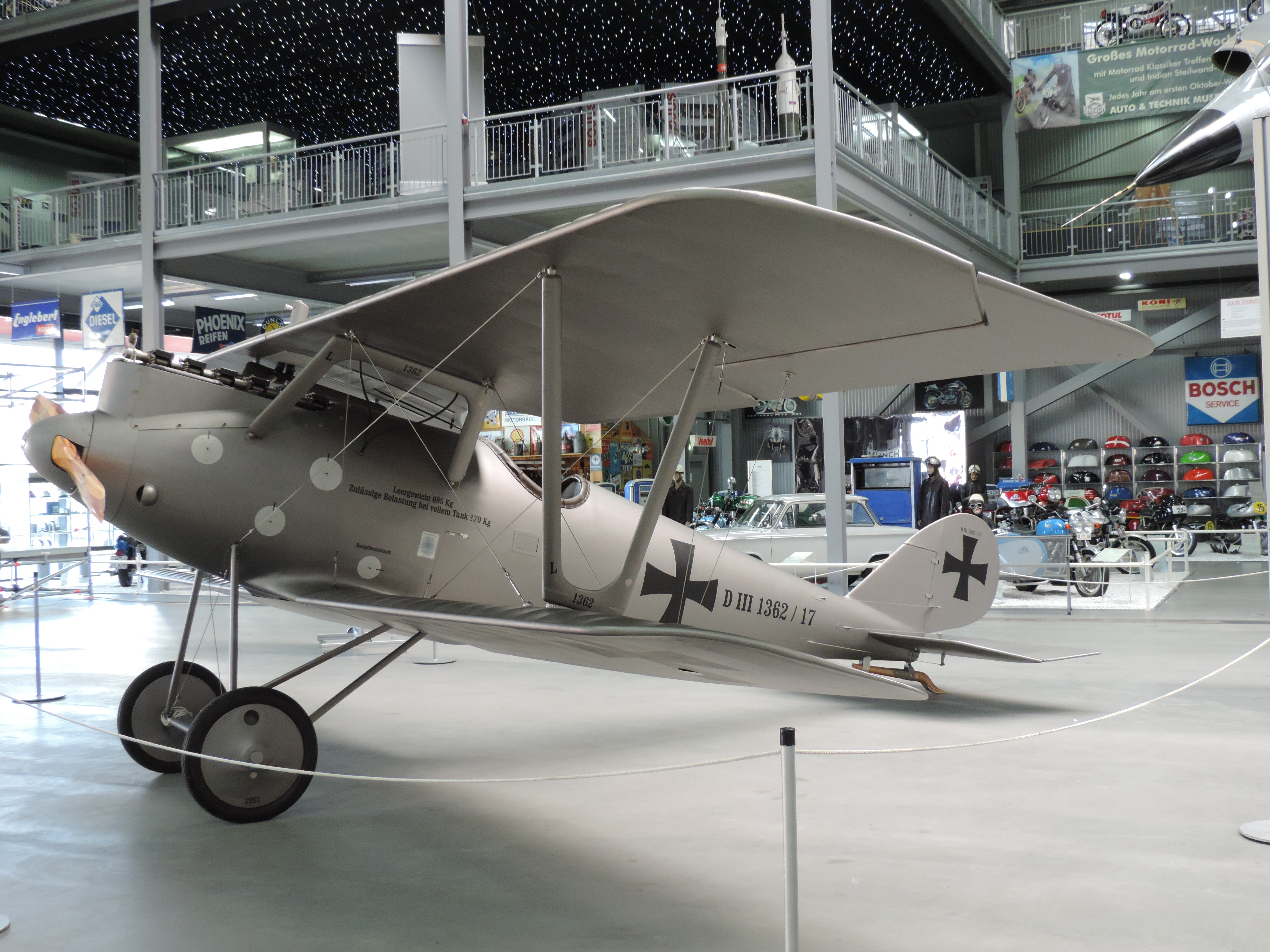
Pfalz D.III (Réplica) en el Technik-Museum Speyer

El D.III entró en servicio en agosto de 1917, pero no se consideró rival para diseños contemporáneos como el Albatros D.V , y en cambio encontró un papel específico en el ataque a globos cautivos de observación donde su alta velocidad de picado y resistente fuselaje era una gran ventaja. Se construyeron alrededor de 600 D.III y D.IIIa ligeramente modificados entre su introducción en agosto y su reemplazo un año después. Muchos, alrededor de 450 todavía estaban en servicio en ese momento.
Las adaptaciones del D.III con el nuevo motor contrarrotativo de 11 cilindros refrigerado por aire Siemens-Halske Sh.III dieron como resultado el Pfalz D.VIII , que presentaba una velocidad de ascenso increíble (que compartía con el otro caza propulsado por el Sh. III, el Siemens-Schuckert D. IV ). Sin embargo, el Sh.III adolecía de poca fiabilidad; el motor tendía a sobrecalentarse ya que la rotación relativamente lenta de los cilindros limitaba el flujo de aire de refrigeración. Además, los agarrotamientos del motor fueron causados por una mala lubricación ya que los alemanes no tenían acceso al suficiente aceite de ricino , que era uno de los pocos aceites que podía conservar sus propiedades después de mezclarse con gasolina por lo que tuvieron que conformarse con sucedáneos y, solo se construyó una pequeña cantidad de D.VIII que fueron utilizados al menos en primera línea por el Jagdstaffel 2 (Jasta Boelcke), aunque no está claro cuántos se construyeron en total.
El D.VIII también se adaptó a la configuración triplano como Pfalz Dr.I para participar en la Primera Competición de Cazas en Adlershof en enero de 1918. Al igual que el D.VIII, estaba propulsado por el Sh. III, y por lo tanto superó completamente a sus contemporáneos propulsados por el motor rotativo de 9 cilindros Oberursel UR.II. Sin embargo, el Fokker Dr.I fue el ganador del concurso, lo que no es de extrañar teniendo en cuenta que fue el único avión presentado que fue diseñado desde el principio como un triplano, en lugar de ser un biplano de rápida adaptación. Alrededor de una docena de Dr.I fueron construidos y utilizados operativamente durante algún tiempo.
El último modelo importante producido fue el Pfalz D.XII , un desarrollo del D.III que abandonó la configuración de sesquiplano en favor de la de biplano, similar en apariencia a los cazas de la compañía SPAD  diseñados por Louis Béchereau. Participó en la 2ª Competición de Cazas en junio de 1918 contra el más tarde famoso monoplano Fokker D.VIII y otros diseños. Aunque en general era similar al Fokker D.VII en apariencia y rendimiento y algunos pilotos de primera línea declararon que en ciertos aspectos el D.XII era superior en prestaciones al Fokker, al ser entregado a las unidades de combate su acogida no fue buena en un principio; sin embargo, se ordenó su producción. De hecho, se puede afirmar que el D.XII hubiese podido operar en mayores cantidades y superior éxito si no se hubiese visto también obligado a "combatir" contra la reputación del producto de Fokker. Alrededor de 800 fueron construidos antes del Armisticio y muchos de ellos sobrevivieron a la guerra siendo tomados como botín por los aliados. 
No se ordenó la producción de un derivado del D.XII, el Pfalz D.XIV. El último explorador de Pfalz, el D.XV, participó en la 3ª Competición de Cazas. El Idflieg ordenó la producción del D.XV justo antes del Armisticio, por lo que no entró en servicio operativo.

## Periodo de entreguerras
Tras el Armisticio del 11 de noviembre de 1918 y el desmantelamiento de las instalaciones de producción durante la ocupación francesa, Pfalz Flugzeugwerke tuvo que declararse en quiebra. El 4 de junio de 1919, la empresa se restableció como AG Pfalz , que enumeró sus principales actividades como "construcción naval, producción, compra y venta de productos industriales". Esta empresa finalmente quebró durante la Gran Depresión en 1932. 
El 1 de octubre de 1937, las fábricas volvieron a dedicarse al trabajo con aviones, esta vez bajo el nombre de Saarpfalz Flugwerke, una empresa de mantenimiento, concentrándose una vez más, en la construcción revisión y mantenimiento de aviones, incluidos los Focke-Wulf Fw 58 Weihe , Heinkel He 45 , He 46 , He 51 y He 111 , Junkers Ju 52 y Ju 88 . El aeródromo de Speyer ya no estaba operativo, por lo que los aviones reparados allí tuvieron que ser transportados al aeródromo de Mannheim-Neuostheim distante unos 20 km para ser probados; la ciudad decidió reconstruir el aeropuerto durante el año siguiente y lo reabrió en 1938. La nueva empresa creció rápidamente, comenzando con más de 200 empleados a finales de 1937, creciendo a 500 al comienzo de la guerra y alcanzando los 1500 en 1945, muchos de los cuales eran trabajadores forzados. Los trabajos en las plantas finalizaron en marzo de 1945 debido a la inminente llegada de las tropas estadounidenses y francesas.

## Ernst Heinkel, VFW y MBB

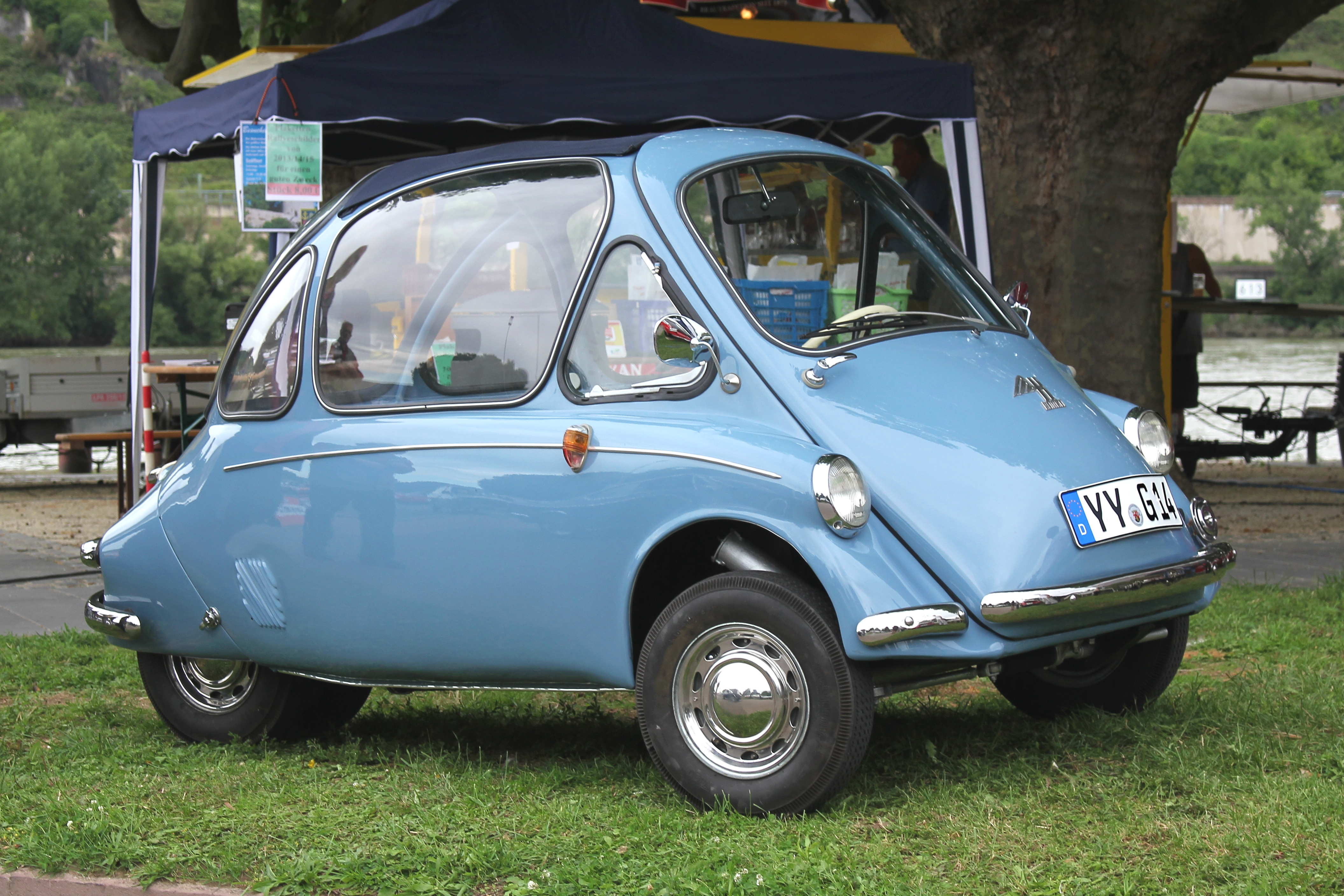
Heinkel Kabine 200 - 1957

En 1955, Ernst Heinkel conocido diseñador aeronautico y ex propietario fundador de la firma Heinkel Flugzeugwerke descubrió la planta industrial abandonada, Heinkel, había presentado ese año su más tarde, famoso microcoche Heinkel Kabine , y que recibió su certificado de aptitud para la circulación en febrero de 1956. Pronto compró las plantas Pfalz de Speyer para tener capacidad de producción adicional, agregándolas a la principal línea de ensamblaje en Karlsruhe . Dada la ubicación en el aeródromo, parece que también estaba planeando comenzar la producción de aviones.
Durante los siguientes cinco años, se produjeron 3800 vehículos en las plantas de Speyer, llegando a 50 por día. Ernst Heinkel falleció seis días después de cumplir 70 años, el 30 de enero de 1958; poco después, su empresa en Speyer pasó a llamarse Ernst Heinkel Flugzeugbau GmbH en su honor. 
En el periodo comprendido de 1958 a 1964 se desarrollaron y produjeron en serie numerosos aviones y componentes. Estos incluyen, entre otros, alas y colas para la construcción bajo licencia del Lockheed F-104 Starfighter , la producción en serie del Fiat G.91 , dispositivos de construcción y componentes para el turbohélice comercial Fokker F27 Friendship y el desarrollo del fallido proyecto del avión de pasajeros bimotor de 22-24 plazas Heinkel 211.
En 1964, los restos de las compañías Ernst Heinkel Flugzeugbau GmbH , Focke-Wulf Flugzeugbau AG y Weser Flugzeugbau se fusionaron para formar Vereinigte Flugtechnische Werke - VFW. En 1969 VFW y la neerlandesa Fokker se asociaron a partes iguales para constituir la sociedad Zentralgesellschaft VFW-Fokker GmbH. Ambas empresas siguieron trabajando independientemente bajo las denominaciones de VFW-Fokker (división alemana) y Fokker-VFW (holandesa). Las plantas de Speyer participaron entonces en la producción del avión de transporte táctico Transall C-160 , fabricándose 169 unidades. También produjeron piezas para los helicópteros militares Bell UH-1 Iroquois y Sikorsky CH-53 Sea Stallion , producidos bajo licencia de VFW, y se llevaron a cabo algunos trabajos para otras empresas de aviación, en particular Messerschmitt-Bölkow-Blohm (MBB), Dornier GmbH y el fabricante de motores Motoren und Turbinen-Union MTU.
En 1983, MBB compró las plantas de Speyer y las convirtió en un centro primario de reparación de helicópteros. Este consorcio atravesó dificultades financieras y se fusionó en diciembre de 1989, con el fabricante aeroespacial Deutsche Aerospace AG - DASA . El nombre de la compañía por diversos motivos, ventas, absorciones, fusiones y acuerdos financieros y políticos fue cambiando, pasando en los años siguientes a Deutsche Airbus en 1991, Deutsche Aerospace Airbus GmbH en 1992 y a Daimler-Benz Aerospace AG en 1995. 
En 1996, en el marco del programa “Dolores”, los 527 empleados adquirieron la empresa bajo el nombre tradicional de Pfalz-Flugzeugwerke GmbH (PFW) . convirtiéndose en una sociedad anónima propiedad de los empleados. 
En 2001 se tomó la decisión de vender acciones al Safeguard International Fund para adquirir más capital y satisfacer las necesidades adicionales de un mercado aeroespacial en rápido crecimiento en el futuro. En 2011, Airbus adquirió el 74,9 % de la empresa; este paso permitió una rápida expansión especialmente en lo que respecta al mercado internacional.
Hoy en día  como  PFW Aerospace GmbH forma parte del Hutchinson Group y se encuentra en una buena posición. La empresa está considerada líder mundial en el mercado de sistemas de tuberías para aviones. La gama de servicios incluye entre otros componentes estructurales, sistema de tuberías, el marco de presión, el piso de presión, las estructuras de soporte, el marco RAT, los flaps de aterrizaje internos, el compartimiento de la APU y los tanques de combustible. PFW Aerospace GmbH emplea a unas 1900 personas en sus sedes de Speyer, Nuneaton (Reino Unido) e Izmir (Turquía).

## Aeroplanos fabricados por Pfalz
- Pfalz A.I - 1914 - (Morane- Saulnier Tipo L Fcdo. b. lca. con motor Oberursel). Monoplano observación mono/biplaza
- Pfalz A.II – 1914 (Morane- Saulnier Tipo L Fcdo. b. lca. con motor Oberursel). Monoplano observación/caza mono/biplaza
- Pfalz E.I - E.VI – 1915-1916 - (Copia y desarrollo del Morane- Saulnier Tipo H con motores Oberursel y Sh.I). Monoplano de caza monoplaza
- LFG Roland D.I – 1916 - Biplano monoplaza de caza
- LFG Roland D.II – 1916 - Biplano monoplaza de caza
- Pfalz D.III - 1917 - Biplano monoplaza de caza
- Pfalz D.VI - 1917 - Prototipo caza monoplaza, sesquiplano
- Pfalz D.VII - 1917 Prototipo caza monoplaza, biplano
- Pfalz D.VIII - 1917 - Caza monoplaza, biplano
- Pfalz Dr.I - 1917 – Triplano de caza monoplaza
- Pfalz D.X – 1918 - Prototipo caza monoplaza, monoplano ala tipo parasol
- Pfalz D.XII - 1918 - Biplano de caza monoplaza
- Pfalz D.XV - 1918 - Biplano de caza monoplaza